# My Songs for You 尾崎亜美 40th Anniversary BEST
『My Songs for You 尾崎亜美 40th Anniversary BEST』（マイ・ソングス・フォー・ユー おざきあみ フォーティース・アニバーサリー・ベスト）は、尾崎亜美のベストアルバム。

## 概要
デビュー40周年を記念し、レーベルの枠を超えて本人が選曲したオールタイム・ベスト。

## 収録曲

### DISC 1
1. My Song for You（Singleバージョン）
2. 21世紀のシンデレラ
3. オリビアを聴きながら
4. Love Is Easy
5. 身体に残るワイン
6. Deep（Albumバージョン）
7. 純情
8. ごめんねDarling
9. 舞夢
10. 愛に恋 Love Is Gonna Get You
11. あなたの空を翔びたい
12. ひとりぼっちのクリスマスソング
13. 恋するマリンパーク
14. Judy
15. 生まれたてのイブになれ
16. Wuper Dancing
17. 天使のウインク

### DISC 2
1. 冥想
2. マイ・ピュア・レディ
3. ストップモーション（Singleバージョン）
4. 春の予感 ～I've been mellow
5. 鐘を鳴らして
6. 曇りのち晴れ
7. ボーイの季節
8. そばかすうさぎ
9. 流れ星が好き
10. そっと "I love you"
11. Rainbow Tree
12. Just In Time
13. 悲しみはBEATに変えて ～Rise and Shine～
14. 夏の幻影
15. 漂流者へ
16. Colors of a wish
17. Let's Imagine

### DISC 3
1. 雨は止まない
2. Angel Comes Along
3. Endless Dream（Singleバージョン）
4. Southern Cross
5. Walking In The Rain
6. 伝説の少女
7. 月の魔法
8. VOICE（Albumバージョン）
9. 泣きたいような気分で
10. 風のライオン
11. Forgive Yourself
12. 蒼夜曲 〜セレナーデ
13. やわらかなチカラ
14. シーソー
15. FOR YOU
16. スープ